# Zápasnická trojkoruna
Zápasnická trojkoruna je neoficiální statistika zápasníků, podle zisku tří zlatých medailí ze tří mezinárodních sportovních akcí – olympijských her, mistrovství světa a kontinentálního mistrovství/her.

## Muži
| Jméno                  | Národnost   | Způsob      | Ano  | Zlatá olympijská medaile | Titul mistra světa                                   | Kontinentální titul                                                    |
| ---------------------- | ----------- | ----------- | ---- | ------------------------ | ---------------------------------------------------- | ---------------------------------------------------------------------- |
| Nasuh Akar             | turecká     | volnostylař | 1951 | 1948                     | 1951                                                 | 1949                                                                   |
| Celal Atik             | turecká     | volnostylař | 1951 | 1948                     | 1951                                                 | 1946, 1949                                                             |
| Yaşar Doğu             | turecká     | volnostylař | 1951 | 1948                     | 1951                                                 | 1946, 1947, 1949                                                       |
| Olle Anderberg         | švédská     | klasik      | 1952 | 1952                     | 1950, 1951, 1953                                     | 1947, 1949                                                             |
| Emámalí Habíbí         | íránská     | volnostylař | 1959 | 1956                     | 1959, 1961, 1962                                     | 1958                                                                   |
| Golamrezá Tachtí       | íránská     | volnostylař | 1959 | 1956                     | 1959, 1961                                           | 1958                                                                   |
| Anton Geesink          | nizozemská  | judista     | 1964 | 1964*                    | 1961*, 1965                                          | 1959, 1960, 1961, 1961*, 1962, 1962*, 1963, 1963*, 1964, 1964*, 1967*  |
| Masamicu Ičiguči       | japonská    | volnostylař | 1964 | 1964                     | 1962                                                 | 1962                                                                   |
| Osamu Watanabe         | japonská    | volnostylař | 1964 | 1964                     | 1962, 1963                                           | 1962                                                                   |
| Tevfik Kış             | turecká     | klasik      | 1966 | 1960                     | 1961, 1962                                           | 1966                                                                   |
| Alexandr Medveď        | ukrajinská  | volnostylař | 1966 | 1964, 1968, 1972         | 1962, 1963, 1966, 1967, 1969, 1970, 1971             | 1966, 1968, 1972                                                       |
| Wilfried Dietrich      | německá     | volnostylař | 1967 | 1960                     | 1961                                                 | 1967                                                                   |
| István Kozma           | maďarská    | klasik      | 1967 | 1964, 1968               | 1962, 1966, 1967                                     | 1967                                                                   |
| Ahmet Ayık             | turecká     | volnostylař | 1968 | 1968                     | 1965, 1967                                           | 1967, 1970                                                             |
| Borys Hurevyč          | ukrajinská  | volnostylař | 1968 | 1968                     | 1967, 1969                                           | 1967, 1970                                                             |
| Masaaki Kaneko         | japonská    | volnostylař | 1968 | 1968                     | 1966, 1967                                           | 1966                                                                   |
| Abdolláh Mováhed       | íránská     | volnostylař | 1968 | 1968                     | 1965, 1966, 1967, 1969, 1970                         | 1966, 1970                                                             |
| Šigeo Nataka           | japonská    | volnostylař | 1968 | 1968                     | 1967                                                 | 1966                                                                   |
| Eňo Valčev             | bulharská   | volnostylař | 1968 | 1964                     | 1962                                                 | 1968, 1969                                                             |
| János Varga            | maďarská    | klasik      | 1968 | 1968                     | 1963, 1970                                           | 1967, 1970                                                             |
| Petar Kirov            | bulharská   | klasik      | 1970 | 1968, 1972               | 1970, 1971, 1974                                     | 1967, 1970, 1974, 1976                                                 |
| Gheorghe Berceanu      | rumunská    | klasik      | 1972 | 1972                     | 1969, 1970                                           | 1970, 1972, 1973                                                       |
| Dan Gable              | americká    | volnostylař | 1972 | 1972                     | 1971                                                 | 1971                                                                   |
| Hideaki Janagida       | japonská    | volnostylař | 1972 | 1972                     | 1970, 1971                                           | 1970                                                                   |
| Takao Kawaguči         | japonská    | judista     | 1972 | 1972                     | 1971                                                 | 1970                                                                   |
| Georgi Markov          | bulharská   | klasik      | 1972 | 1972                     | 1971                                                 | 1972                                                                   |
| Valerij Rezancev       | ruská       | klasik      | 1972 | 1972, 1976               | 1970, 1971, 1973, 1974, 1975                         | 1970, 1973, 1974                                                       |
| Anatolij Roščin        | ruská       | klasik      | 1972 | 1972                     | 1963, 1969, 1970                                     | 1966                                                                   |
| Wim Ruska              | nizozemská  | judista     | 1972 | 1972, 1972*              | 1967, 1971                                           | 1966, 1967, 1969, 1969*, 1971, 1972, 1972*                             |
| Roman Dmitrijev        | evenkská    | volnostylař | 1973 | 1972                     | 1973                                                 | 1969                                                                   |
| Šamil Chisametdinov    | tatarská    | klasik      | 1973 | 1972                     | 1973, 1975                                           | 1973, 1974                                                             |
| Ivan Jarygin           | ruská       | volnostylař | 1973 | 1972, 1976               | 1973                                                 | 1972, 1975, 1976                                                       |
| Tojokazu Nomura        | japonská    | judista     | 1973 | 1972                     | 1973                                                 | 1970                                                                   |
| Levan Tediašvili       | gruzínská   | volnostylař | 1974 | 1972, 1976               | 1971, 1973, 1974, 1975                               | 1974, 1976, 1978                                                       |
| Soslan Andijev         | osetská     | volnostylař | 1976 | 1976, 1980               | 1973, 1975, 1977, 1978                               | 1974, 1975, 1982                                                       |
| Nikolaj Balbošin       | ruská       | klasik      | 1976 | 1976                     | 1973, 1974, 1977, 1978, 1979                         | 1973, 1975, 1976, 1977, 1978, 1979                                     |
| Csaba Hegedűs          | maďarská    | klasik      | 1976 | 1972                     | 1971                                                 | 1976, 1977                                                             |
| Chasan Isajev          | turecká     | volnostylař | 1976 | 1976                     | 1974, 1975                                           | 1973, 1975                                                             |
| Vladimir Jumin         | ruská       | volnostylař | 1976 | 1976                     | 1974, 1977, 1978, 1979                               | 1975, 1976, 1977                                                       |
| Kazimierz Lipień       | polská      | klasik      | 1976 | 1976                     | 1973, 1974                                           | 1975, 1976, 1978                                                       |
| Kazuhiro Ninomija      | japonská    | judista     | 1976 | 1976                     | 1973*                                                | 1970                                                                   |
| Pavel Pinigin          | jakutská    | volnostylař | 1976 | 1976                     | 1975, 1977, 1978                                     | 1975                                                                   |
| Vítězslav Mácha        | česká       | klasik      | 1977 | 1972                     | 1974, 1977                                           | 1977                                                                   |
| Vladimir Něvzorov      | ruská       | judista     | 1977 | 1976                     | 1975                                                 | 1977                                                                   |
| Alexej Šumakov         | ruská       | klasik      | 1977 | 1976                     | 1977                                                 | 1976                                                                   |
| Pertti Ukkola          | finská      | klasik      | 1977 | 1976                     | 1977                                                 | 1977                                                                   |
| Júdži Takada           | japonská    | volnostylař | 1978 | 1976                     | 1974, 1975, 1977, 1979                               | 1978                                                                   |
| Anatolij Beloglazov    | ruská       | volnostylař | 1980 | 1980                     | 1977, 1978, 1982                                     | 1976                                                                   |
| Vachtang Blagidze      | gruzínská   | klasik      | 1980 | 1980                     | 1978, 1981                                           | 1978, 1980                                                             |
| Ferenc Kocsis          | maďarská    | klasik      | 1980 | 1980                     | 1979                                                 | 1978, 1979, 1981, 1983                                                 |
| Vitalij Konstantinov   | čuvašská    | klasik      | 1980 | 1976                     | 1975                                                 | 1980                                                                   |
| Gennadij Korban        | ruská       | klasik      | 1980 | 1980                     | 1979, 1981                                           | 1980, 1981                                                             |
| Ilja Mate              | řecká       | volnostylař | 1980 | 1980                     | 1979, 1982                                           | 1979                                                                   |
| Ștefan Rusu            | rumunská    | klasik      | 1980 | 1980                     | 1978, 1982                                           | 1978, 1979, 1980, 1981, 1985                                           |
| Šamil Serikov          | kazašská    | klasik      | 1980 | 1980                     | 1978, 1979                                           | 1979                                                                   |
| Nikolaj Soloduchin     | ruská       | judista     | 1980 | 1980                     | 1979, 1983                                           | 1979                                                                   |
| Sajpulla Absaidov      | kumycká     | volnostylař | 1981 | 1980                     | 1981                                                 | 1980                                                                   |
| Sergej Beloglazov      | ruská       | volnostylař | 1981 | 1980, 1988               | 1981, 1982, 1983, 1985, 1986, 1987                   | 1979, 1982, 1984, 1987, 1988                                           |
| Sanasar Oganisjan      | arménská    | volnostylař | 1981 | 1980                     | 1981                                                 | 1980, 1986                                                             |
| Thierry Rey            | francouzská | judista     | 1983 | 1980                     | 1979                                                 | 1983                                                                   |
| Ion Draica             | rumunská    | klasik      | 1984 | 1984                     | 1978                                                 | 1977, 1978, 1979                                                       |
| Pasquale Passarelli    | italská     | klasik      | 1984 | 1984                     | 1981                                                 | 1981                                                                   |
| Hitoši Saitó           | japonská    | judista     | 1984 | 1984                     | 1983*                                                | 1981, 1986                                                             |
| Hideaki Tomijama       | japonská    | volnostylař | 1984 | 1984                     | 1978, 1979                                           | 1978, 1982                                                             |
| An Pjong-kun           | korejská    | judista     | 1986 | 1984                     | 1985                                                 | 1986                                                                   |
| Peter Seisenbacher     | rakouská    | judista     | 1986 | 1984, 1988               | 1985                                                 | 1986                                                                   |
| Bruce Baumgartner      | americká    | volnostylař | 1987 | 1984, 1992               | 1986, 1993, 1995                                     | 1987, 1988, 1989, 1991, 1995                                           |
| Dave Schultz           | americká    | volnostylař | 1987 | 1984                     | 1983                                                 | 1987                                                                   |
| Mark Schultz           | americká    | volnostylař | 1987 | 1984                     | 1985, 1987                                           | 1987                                                                   |
| Levon Džulfalakjan     | arménská    | klasik      | 1988 | 1988                     | 1986                                                 | 1986                                                                   |
| Arsen Fadzajev         | osetská     | volnostylař | 1988 | 1988, 1992               | 1983, 1985, 1986, 1987, 1990, 1991                   | 1984, 1985, 1987, 1988                                                 |
| Davit Gobedžišvili     | gruzínská   | volnostylař | 1988 | 1988                     | 1985, 1990                                           | 1985                                                                   |
| Macharbek Chadarcev    | osetská     | volnostylař | 1988 | 1988, 1992               | 1986, 1987, 1989, 1990, 1991                         | 1987, 1988, 1991, 1992, 1995                                           |
| Kim Če-jop             | korejská    | judista     | 1988 | 1988                     | 1987                                                 | 1986, 1988                                                             |
| Kamandar Madžidov      | azerská     | klasik      | 1988 | 1988                     | 1986, 1989                                           | 1984, 1985, 1991                                                       |
| Michail Mamiašvili     | ruská       | klasik      | 1988 | 1988                     | 1983, 1985, 1986                                     | 1986, 1988, 1989                                                       |
| John Smith             | americká    | volnostylař | 1988 | 1988, 1992               | 1987, 1989, 1990, 1991                               | 1987, 1991                                                             |
| Alexandr Karelin       | ruská       | klasik      | 1989 | 1988, 1992, 1996         | 1989, 1990, 1991, 1993, 1994, 1995, 1997, 1998, 1999 | 1988, 1989, 1990, 1991, 1992, 1993, 1994, 1995, 1996, 1998, 1999, 2000 |
| Jon Rønningen          | norská      | klasik      | 1990 | 1988, 1992               | 1985                                                 | 1990                                                                   |
| Kenny Monday           | americká    | volnostylař | 1991 | 1988                     | 1989                                                 | 1991                                                                   |
| Maik Bullmann          | německá     | klasik      | 1992 | 1992                     | 1989, 1990, 1991                                     | 1992                                                                   |
| Péter Farkas           | maďarská    | klasik      | 1992 | 1992                     | 1990, 1991                                           | 1991                                                                   |
| Leri Chabelovi         | osetská     | volnostylař | 1992 | 1992                     | 1985, 1987, 1990, 1991, 1993                         | 1985, 1987, 1988, 1992                                                 |
| Mnacakan Iskandarjan   | arménská    | klasik      | 1992 | 1992                     | 1990, 1991, 1994                                     | 1991, 1992                                                             |
| Kevin Jackson          | americká    | volnostylař | 1992 | 1992                     | 1991, 1995                                           | 1990, 1991, 1995                                                       |
| Héctor Milián          | kubánská    | klasik      | 1992 | 1992                     | 1991                                                 | 1987, 1988, 1989, 1990, 1991, 1992, 1993, 1995, 1997, 1999, 2001       |
| Alejandro Puerto       | kubánská    | volnostylař | 1992 | 1992                     | 1990, 1994                                           | 1987, 1988, 1990, 1992                                                 |
| Pak Čang-sun           | korejská    | volnostylař | 1992 | 1992                     | 1993                                                 | 1990, 1996                                                             |
| Andrzej Wroński        | polská      | klasik      | 1994 | 1988, 1996               | 1994                                                 | 1989, 1992, 1994                                                       |
| Tom Brands             | americká    | volnostylař | 1996 | 1996                     | 1993                                                 | 1995                                                                   |
| Čon Ki-jong            | korejská    | judista     | 1996 | 1996                     | 1993, 1995, 1997                                     | 1995                                                                   |
| Mahmut Demir           | turecká     | volnostylař | 1996 | 1996                     | 1994                                                 | 1993, 1995, 1996                                                       |
| David Douillet         | francouzská | judista     | 1996 | 1996                     | 1993, 1995, 1997                                     | 1994                                                                   |
| Rasúl Chádem           | íránská     | volnostylař | 1996 | 1996                     | 1994, 1995                                           | 1991, 1992, 1993, 1994, 1995, 1996                                     |
| Valentin Jordanov      | bulharská   | volnostylař | 1996 | 1996                     | 1983, 1985, 1987, 1989, 1993, 1994, 1995             | 1982, 1983, 1985, 1986, 1987, 1988, 1989                               |
| Jurij Melnyčenko       | ukrajinská  | klasik      | 1996 | 1996                     | 1994, 1997                                           | 1994, 1996, 1997                                                       |
| Paweł Nastula          | polská      | judista     | 1996 | 1996                     | 1995, 1997                                           | 1994, 1995, 1996                                                       |
| Buvajsar Sajtijev      | čečenská    | volnostylař | 1996 | 1996, 2004, 2008         | 1995, 1997, 1998, 2001, 2003, 2005                   | 1996, 1997, 1998, 2000, 2001, 2006                                     |
| Sim Kwon-ho            | korejská    | klasik      | 1996 | 1996, 2000               | 1995, 1998                                           | 1994, 1995, 1996, 1998, 1999                                           |
| Hamza Yerlikaya        | turecká     | klasik      | 1996 | 1996, 2000               | 1993, 1995, 2005                                     | 1996, 1997, 1998, 1999, 2001, 2002, 2005, 2006                         |
| Kenzó Nakamura         | japonská    | judista     | 1997 | 1996                     | 1997                                                 | 1995, 2000                                                             |
| Hidehiko Jošida        | japonská    | judista     | 1999 | 1992                     | 1990                                                 | 1988                                                                   |
| Kósei Inoue            | japonská    | judista     | 2000 | 2000                     | 1999, 2001, 2003                                     | 1998                                                                   |
| Alexander Leipold      | německá     | volnostylař | 2000 | 2000                     | 1994                                                 | 1991, 1995, 1998                                                       |
| Mikael Ljungberg       | švédská     | klasik      | 2000 | 2000                     | 1993, 1995                                           | 1995, 1999                                                             |
| Sagid Murtazalijev     | avarská     | volnostylař | 2000 | 2000                     | 1999                                                 | 2000                                                                   |
| Adam Sajtijev          | čečenská    | volnostylař | 2000 | 2000                     | 1999, 2002                                           | 1999, 2000, 2006                                                       |
| Filiberto Azcuy        | kubánská    | klasik      | 2001 | 1996, 2000               | 2001                                                 | 1993, 1994, 1995, 1997, 1998, 1999, 2000, 2001, 2003                   |
| Rulon Gardner          | americká    | klasik      | 2001 | 2000                     | 2001                                                 | 1994, 1997, 1998, 2000                                                 |
| Chadžimurad Magomedov  | avarská     | volnostylař | 2001 | 1996                     | 2001                                                 | 1997                                                                   |
| David Musulbes         | gruzínská   | volnostylař | 2001 | 2000                     | 2001, 2002                                           | 1995, 1997, 2001, 2002, 2003, 2008                                     |
| Armen Nazarjan         | arménská    | klasik      | 2002 | 1996, 2000               | 2002, 2003, 2005                                     | 1994, 1995, 1998, 1999, 2002, 2003                                     |
| Varteres Samurgašev    | arménská    | klasik      | 2002 | 2000                     | 2002, 2005                                           | 2000, 2006                                                             |
| I Kju-won              | korejská    | judista     | 2004 | 2004                     | 2003                                                 | 2003, 2006                                                             |
| Artur Tajmazov         | osetská     | volnostylař | 2004 | 2004, 2008, 2012         | 2003, 2006                                           | 2000, 2002, 2006, 2010, 2011                                           |
| Elbrus Tedejev         | osetská     | volnostylař | 2004 | 2004                     | 1995, 1999, 2002                                     | 1999                                                                   |
| Chadžimurat Gacalov    | osetská     | volnostylař | 2005 | 2004                     | 2005, 2006, 2007, 2009, 2013                         | 2003, 2004, 2006                                                       |
| Keidži Suzuki          | japonská    | judista     | 2005 | 2004                     | 2005                                                 | 2002                                                                   |
| Chasan Barojev         | osetská     | klasik      | 2007 | 2004                     | 2003, 2006                                           | 2007, 2011                                                             |
| Mavlet Batyrov         | avarská     | volnostylař | 2007 | 2004, 2008               | 2007                                                 | 2006                                                                   |
| Alexej Mišin           | ruská       | klasik      | 2007 | 2004                     | 2007                                                 | 2001, 2003, 2005, 2007, 2009, 2013                                     |
| Manučar Kvirkvelija    | gruzínská   | klasik      | 2008 | 2008                     | 2003                                                 | 2007                                                                   |
| Mijaín López           | kubánská    | klasik      | 2008 | 2008, 2012, 2016         | 2005, 2007, 2009, 2010, 2014                         | 2002, 2003, 2004, 2005, 2006, 2007, 2008, 2009, 2011, 2012, 2014, 2015 |
| Revaz Mindorašvili     | gruzínská   | volnostylař | 2008 | 2008                     | 2005                                                 | 2003                                                                   |
| Ramazan Şahin          | čečenská    | volnostylař | 2008 | 2008                     | 2007                                                 | 2008                                                                   |
| Islambek Albijev       | čečenská    | klasik      | 2009 | 2008                     | 2009                                                 | 2009, 2016                                                             |
| Ilias Iliadis          | gruzínská   | judista     | 2010 | 2004                     | 2010, 2011, 2014                                     | 2004, 2011                                                             |
| Jordan Burroughs       | americká    | volnostylař | 2012 | 2012                     | 2011, 2013, 2015, 2017                               | 2011, 2014, 2015, 2016                                                 |
| Tagir Chajbulajev      | avarská     | judista     | 2012 | 2012                     | 2011                                                 | 2009                                                                   |
| Kim Če-pom             | korejská    | judista     | 2012 | 2012                     | 2010, 2011                                           | 2005, 2008, 2009, 2010, 2011, 2012, 2014                               |
| Kim Hjon-u             | korejská    | klasik      | 2012 | 2012                     | 2013                                                 | 2010, 2013, 2014, 2015                                                 |
| Omíd Norúzí            | íránská     | klasik      | 2012 | 2012                     | 2011                                                 | 2010                                                                   |
| Teddy Riner            | francouzská | judista     | 2012 | 2012, 2016               | 2007, 2009, 2010, 2011, 2013, 2014, 2015, 2017       | 2007, 2011, 2013, 2014, 2016                                           |
| Hamíd Surián           | íránská     | klasik      | 2012 | 2012                     | 2005, 2006, 2007, 2009, 2010, 2014                   | 2007, 2008                                                             |
| Roman Vlasov           | ruská       | klasik      | 2012 | 2012, 2016               | 2011, 2015                                           | 2012, 2013                                                             |
| Bilal Machov           | kabardská   | klasik      | 2012 | 2012                     | 2007, 2009, 2010                                     | 2010                                                                   |
| Taha Akgül             | turecká     | volnostylař | 2016 | 2016                     | 2014, 2015                                           | 2012, 2013, 2014, 2015, 2017                                           |
| Artur Aleksanjan       | arménská    | klasik      | 2016 | 2016                     | 2014, 2015, 2017                                     | 2012, 2013, 2014                                                       |
| Ismael Borrero         | kubánská    | klasik      | 2016 | 2016                     | 2015                                                 | 2012, 2013, 2014                                                       |
| Vladimer Chinčegašvili | gruzínská   | volnostylař | 2016 | 2016                     | 2015                                                 | 2014, 2016, 2017                                                       |
| Lukáš Krpálek          | česká       | judista     | 2016 | 2016                     | 2014                                                 | 2013, 2014, 2017                                                       |
| Abdulrašid Sadulajev   | avarská     | volnostylař | 2016 | 2016                     | 2014, 2015, 2018                                     | 2014, 2015                                                             |
| Kyle Snyder            | americká    | volnostylař | 2016 | 2016                     | 2015, 2017                                           | 2015, 2017                                                             |
| Hasan Jazdání          | íránská     | volnostylař | 2018 | 2016                     | 2017                                                 | 2018                                                                   |
| Šóhei Óno              | japonská    | judista     | 2018 | 2016                     | 2013, 2015, 2017                                     | 2018                                                                   |
| Šarif Šarifov          | avarská     | volnostylař | 2019 | 2012                     | 2011                                                 | 2019                                                                   |
| Laša Šavdatuašvili     | gruzínská   | judista     | 2021 | 2012                     | 2021                                                 | 2013                                                                   |

- pozn.1: Tituly se počítají od zařazení disciplíny do programu olympijských her. Zápas je součástí olympijských her od počátku. Mužské judo získalo status olympijského sportu v roce 1960 na konferenci MOV po olympijských hrách v Římě.
- pozn.2: Nepočítají se tituly z juniorských soutěží, soutěží týmů a tituly v neolympijské disciplíně bez rozdílu vah, mimo období, kdy tato disciplína byla součástí olympijských her v letech 1964–1984. Tyto tituly jsou za datem označeny hvězdičkou (*).
- pozn.3: Nepočítají se tituly z regionálních a jiných kontinentálních mistrovství a her, např. Středoamerické hry, Jihovýchodoasijské hry, Středozemní hry, Mistrovství v judu arabských zemí, Světové hry v úpolových sportech apod.

## Ženy
| Jméno                | Národnost   | Způsob    | Ano  | Zlatá olympijská medaile | Titul mistra světa                                                           | Kontinentální titul                                  |
| -------------------- | ----------- | --------- | ---- | ------------------------ | ---------------------------------------------------------------------------- | ---------------------------------------------------- |
| Miriam Blascová      | španělská   | judistka  | 1992 | 1992                     | 1991                                                                         | 1991                                                 |
| Catherine Fleuryová  | francouzská | judistka  | 1992 | 1992                     | 1989                                                                         | 1989                                                 |
| Cécile Nowaková      | francouzská | judistka  | 1992 | 1992                     | 1991                                                                         | 1989, 1990, 1991, 1992                               |
| Kim Mi-čong          | korejská    | judistka  | 1994 | 1992                     | 1991                                                                         | 1994                                                 |
| Čo Min-son           | korejská    | judistka  | 1996 | 1996                     | 1993, 1995                                                                   | 1993                                                 |
| Driulis Gonzálezová  | kubánská    | judistka  | 1996 | 1996                     | 1995, 1999, 2007                                                             | 1992, 1994, 1995, 1996, 1997, 1998, 2007, 2008       |
| Isabel Fernándezová  | španělská   | judistka  | 2000 | 2000                     | 1997                                                                         | 1998, 1999, 2001, 2003, 2004, 2007                   |
| Rjóko Taniová        | japonská    | judistka  | 2000 | 2000, 2004               | 1993, 1995, 1997, 1999, 2001, 2003, 2007                                     | 1994                                                 |
| Sibelis Veranesová   | kubánská    | judistka  | 2000 | 2000                     | 1999                                                                         | 1996, 1997, 1998, 1999, 2002                         |
| Legna Verdeciaová    | kubánská    | judistka  | 2000 | 2000                     | 1993                                                                         | 1988, 1990, 1991, 1995, 1997, 1998, 1999             |
| Jüan Chua            | chanská     | judistka  | 2000 | 2000                     | 2001                                                                         | 1996, 1998                                           |
| Kje Sun-hui          | korejská    | judistka  | 2001 | 1996                     | 2001, 2003, 2005, 2007                                                       | 1997, 1998, 1999                                     |
| Sun Fu-ming          | chanská     | judistka  | 2003 | 1996                     | 2003                                                                         | 2002                                                 |
| Kaori Ičová          | japonská    | zápasnice | 2004 | 2004, 2008, 2012, 2016   | 2002, 2003, 2005, 2006, 2007, 2010, 2011, 2013, 2014, 2015                   | 2002, 2004, 2005, 2006, 2008, 2011                   |
| Saori Jošidaová      | japonská    | zápasnice | 2004 | 2004, 2008, 2012         | 2002, 2003, 2005, 2006, 2007, 2008, 2009, 2010, 2011, 2012, 2013, 2014, 2015 | 2002, 2004, 2005, 2006, 2007, 2008, 2010, 2014       |
| Iryna Merleniová     | ukrajinská  | zápasnice | 2004 | 2004                     | 2000, 2001, 2003                                                             | 2004, 2005                                           |
| Masae Uenová         | japonská    | judistka  | 2004 | 2004, 2008               | 2001, 2003                                                                   | 2000, 2004, 2006, 2008                               |
| Tchung Wen           | chanská     | judistka  | 2008 | 2008                     | 2005, 2007, 2009, 2011                                                       | 2000, 2006                                           |
| Hitomi Obaraová      | japonská    | zápasnice | 2012 | 2012                     | 2000, 2001, 2005, 2006, 2007, 2008, 2010, 2011                               | 2000, 2005                                           |
| Kaori Macumotová     | japonská    | judistka  | 2012 | 2012                     | 2010, 2015                                                                   | 2008, 2010                                           |
| Lucie Décosseová     | francouzská | judistka  | 2012 | 2012                     | 2005, 2010, 2011                                                             | 2002, 2007, 2008, 2009                               |
| Kayla Harrisonová    | americká    | judistka  | 2012 | 2012, 2016               | 2010                                                                         | 2011, 2016                                           |
| Idalis Ortízová      | kubánská    | judistka  | 2013 | 2012                     | 2013, 2014                                                                   | 2008, 2009, 2010, 2011, 2012, 2013, 2014, 2015, 2016 |
| Natalja Vorobjovová  | ruská       | zápasnice | 2015 | 2012                     | 2015                                                                         | 2013, 2014                                           |
| Paula Paretová       | argentinská | judistka  | 2016 | 2016                     | 2015                                                                         | 2009, 2011                                           |
| Majlinda Kelmendiová | albánská    | judistka  | 2016 | 2016                     | 2013, 2014                                                                   | 2014, 2016, 2017                                     |
| Helen Maroulisová    | americká    | zápasnice | 2016 | 2016                     | 2015, 2017                                                                   | 2011, 2012                                           |
| Rafaela Silvaová     | brazilská   | judistka  | 2016 | 2016                     | 2013                                                                         | 2012, 2013                                           |
| Eri Tósakaová        | japonská    | zápasnice | 2016 | 2016                     | 2013, 2014, 2015                                                             | 2014                                                 |
| Tina Trstenjaková    | slovinská   | judistka  | 2016 | 2016                     | 2015                                                                         | 2016, 2017                                           |
| Sara Došóová         | japonská    | zápasnice | 2017 | 2016                     | 2017                                                                         | 2012, 2014, 2016, 2017                               |
| Risako Kawaiová      | japonská    | zápasnice | 2017 | 2016                     | 2017                                                                         | 2014, 2016, 2017                                     |

- pozn.1: Tituly se počítají od zařazení disciplíny do programu olympijských her. Ženské judo získalo status olympijského sportu v roce 1988 na konferenci MOV po olympijských hrách v Soulu.
- pozn.2: Nepočítají se tituly z juniorských soutěží, soutěží týmů a v neolympijské disciplíně bez rozdílu vah.
- pozn.3: Nepočítají se tituly z regionálních a jiných kontinentálních mistrovství a her, např. Středoamerické hry, Jihovýchodoasijské hry, Středozemní hry, Mistrovství v judu arabských zemí, Světové hry v úpolových sportech apod.